# Ermita de la Magdalena (Castellón de la Plana)
El ermitorio de Santa María Magdalena es un edificio religioso situado en Castellón de la Plana, Castellón (España) declarado Bien de Interés Cultural.

## Historia
La primera referencia documentada de una procesión hacia la ermita del Castell Vell data de 1375 cuando la ciudad se encontraba afectada por un brote de peste negra. De esa ermita inicial no se han encontrado restos ni se conoce su ubicación.
La ermita actual fue construida a partir de 1451 por un fraile llamado Antonio y conocido como el Frare Barbut (el ‘fraile barbudo’) perteneciente al Monasterio de Santes Creus de la Orden del Cister. El fraile aprovechó los restos del Castell Vell para construir la ermita. Una vez construida dedicó un altar a Santa María Magdalena y otro a San Bernardo de Claraval, fundador de su orden. La construcción de la ermita consiguió el apoyo de los ciudadanos de Castellón, que solicitaron al Arzobispo de Tarragona que otorgase indulgencias a cuantos contribuyesen en la construcción del nuevo ermitorio.
En 1455 se construye el pórtico y en 1456 la capilla, dotando al altar mayor de un retablo de madera. En el siglo XVII se construye la cocina y en el XVIII la hospedería para acoger a los peregrinos que acudían a la ermita. Todas estas obras y el mantenimiento de la ermita lo realiza el "Consell Municipal de Castellón" que era el propietario de la ermita.
En 1745 la ermita se encontraba en muy mal estado de conservación, por lo que se suspendieron las romerías que se realizaban periódicamente. En 1758 se reconstruyó el edificio bajo la dirección del maestro de obras Vicent Pellicer dotándolo de la configuración que conocemos hoy en día.
Para el VII centenario de la fundación de la ciudad, en 1952, se realizan obras de mantenimiento y en 1988 se restaurante nuevamente los muros exteriores del edificio.
En la actualidad, la ermita de la Magdalena recibe una romería anual el tercer domingo de Cuaresma dentro los actos de la Fiestas de la Magdalena de Castellón.
El Ayuntamiento de Castellón organiza actividades culturales en la ermita y su entorno como el ciclo de conciertos “Nits d’estiu a l’ermita”.

## Edificio

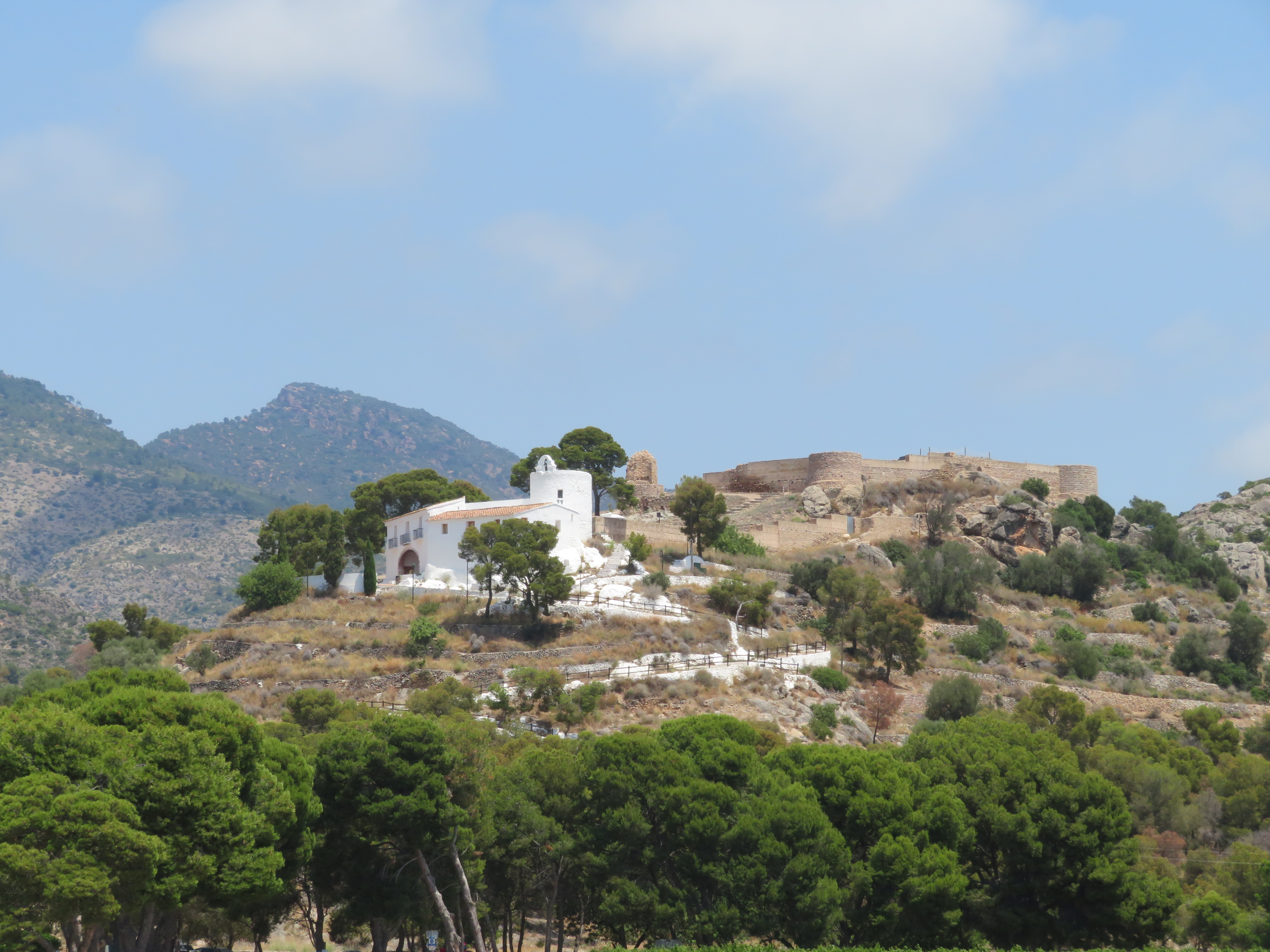
Castillo de Fadrell y ermita de la Magdalena

El edificio se halla sobre el cerro de su nombre a unos 5 km de la capital, junto a las ruinas del Castell Vell o Castell de Fadrell. La ermita se encuentra excavada en la piedra dentro de lo que antiguamente fue uno de los aljibes del Castell Vell. La torre del campanario se construyó usando parte de una de las torres barbacanas del castillo.

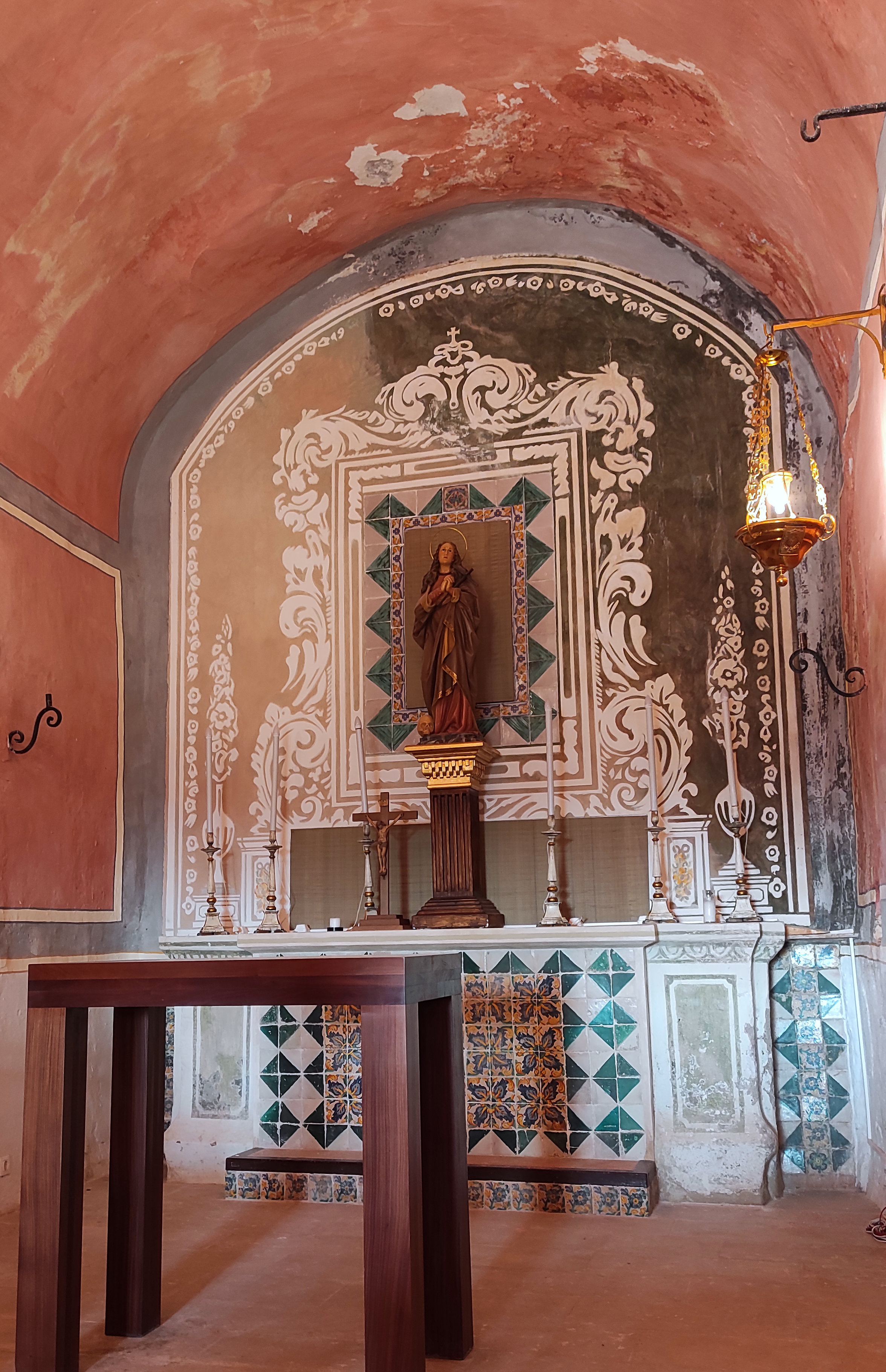
Altar dedicado a Santa María Magdalena

La planta interior es irregular debido al reaprovechamiento de la estructura. El espacio se divide en dos naves paralelas, separadas por arcos muy rudimentarios y cubierta con bóveda de cañón. En uno de los muros se encuentran conservadas pinturas del siglo XIV.
En una de las naves se encuentra un altar presidido por un óleo sobre tabla imitando cerámica que representa a Santa María Magdalena obra de Juan Bautista Porcar Ripollés en 1940. En la otra nave hay un altar dedicado a San Bernardo.
Además, en el edificio se encuentran otras dependencias como cocinas y comedor.

## Paraje Natural
El cerro en el que se sitúa la ermita y el Castell Vell fue declarado paraje natural municipal. El entorno se encuentra cubierto por un pinar con un sotobosque mediterráneo formado por palmito, lentisco, romero, etc. En la zona, formada por antiguos bancales de cultivo, también se encuentran ejemplares de olivos y algarrobos. Respecto a la fauna, encontramos ejemplares de galápago europeo (especie vulnerable), sapos y ranas comunes, lagarto ocelado y culebra bastarda.